# Črchľa (szczyt)
Črchľa (1207 m) – szczyt Wielkiej Fatry w Karpatach Zachodnich na Słowacji. Wraz ze szczytem Kelnerová  wznosi się w grzbiecie tworzącym prawe zbocza Bystrickiej doliny (Bystrická dolina) (odgałęzienie Harmeneckiej doliny (Harmanecká dolina). Jest zwornikiem. Grzbiet południowo-wschodni tworzy zbocza dolnej części Bystrickiej doliny, będący jego przedłużeniem grzbiet północno-zachodni tworzy zbocza górnej części tej doliny, natomiast na południe odgałęzia się grzbiet oddzielający dolinkę Rakytov (po wschodniej stronie) od doliny Túfna po zachodniej stronie (obydwie są odnogami Harmaneckiej doliny).
Kelnerová znajduje się w obrębie Parku Narodowego Wielka Fatra. Jest całkowicie porośnięta lasem. W jej szczytowych partiach i północno-wschodnich zboczach znajdują się wapienne skały. Nie prowadzi przez nią żaden szlak turystyczny.